# 世田谷区立郷土資料館
世田谷区立郷土資料館（せたがやくりつきょうどしりょうかん）は、東京都世田谷区の区政30周年事業の一環として、1964年(昭和39年)9月10日に都内で最初に開館した公立の博物館で、旧世田谷代官屋敷内に建築家、前川國男の設計で建てられたものである。世田谷区内の歴史、民俗、考古資料の収集、保存、展示、研究を行い、年一回特定のテーマでの特別展示を行っている。収蔵資料の増加で館内が手狭になったので、1987年(昭和62年)に新館を増築、2014年(平成26年)9月10日に開館50周年を迎えた。

## 概要

### 本館
本館2階に常設展示がある。「世田谷の歴史と文化」と題して、原始・古代から中世、近世、現代までを展示する。

### 新館
新館2階には世田谷代官大場家とボロ市という企画展示がある。「せたがやホタル祭りとサギ草市」、「世田谷のボロ市」に合わせた季節展示も毎年開催している。
新館1階にはビデオブースがあり、過去の企画展示を映像番組にしたこのを視聴できる。オンラインの世田谷デジタルミュージアムでは、館内で視聴できるものとは別の「せたがや文化散策マップ」「せたがや歴史文化物語」「世田谷区の歴史」「せたがやの記憶」などの映像番組をみることかできる。(世田谷の漢字、ひらがな表記はデジタルミュージアムで使用している表記に従っている)

## 開館時間
- 開館：9:00～17:00 (入館は16:30まで)

地域行事「せたがやホタル祭りとサギ草市」(毎年7月)、「世田谷のボロ市」(毎年12月と1月の15日・16日)開催日には行事終了時刻まで開館
- 休館：月、国民の祝日

月曜が祝日の場合は翌火曜日も休館
(ただし、11月3日・23日の祝日とボロ市開催日は開館)
年末年始(12月29日～1月3日)
- 入館　無料
- 集会室の利用は有料

午前9時から正午まで（3時間）：1.260円

午後1時から午後4時30分まで（3時間30分）：1,470円
代官屋敷入り口より入る。

## 沿革
- 1964年9月10日に開館した。
- 1987年に新館を増築した。
- 2014年9月10日に開館50周年を迎えた。
- 2022年4月1日より2023年3月31日まで改修工事のために郷土資料館は休館した[4]。
- 工事期間は予定より延び、2023年8月1日に再開した[4]。

## 所在地
東京都世田谷区世田谷1丁目29番18号
世田谷区立郷土資料館はボロ市通りに面し、向かいは世田谷信用金庫本店。

## 交通アクセス
- 東急世田谷線上町駅下車徒歩約5分。
- 東急バス、小田急バス（渋谷駅～桜小学校、渋谷駅～用賀駅、渋谷駅～祖師谷ヶ大蔵駅、渋谷駅～成城学園前駅西口、渋谷駅～調布駅南口）の「上町(かみまち)」バス停から徒歩約5分。

## 近在の施設
- 世田谷代官屋敷
- 東京医療保健大学
- 豪徳寺
- 世田谷城址公園